# Agar z krwią

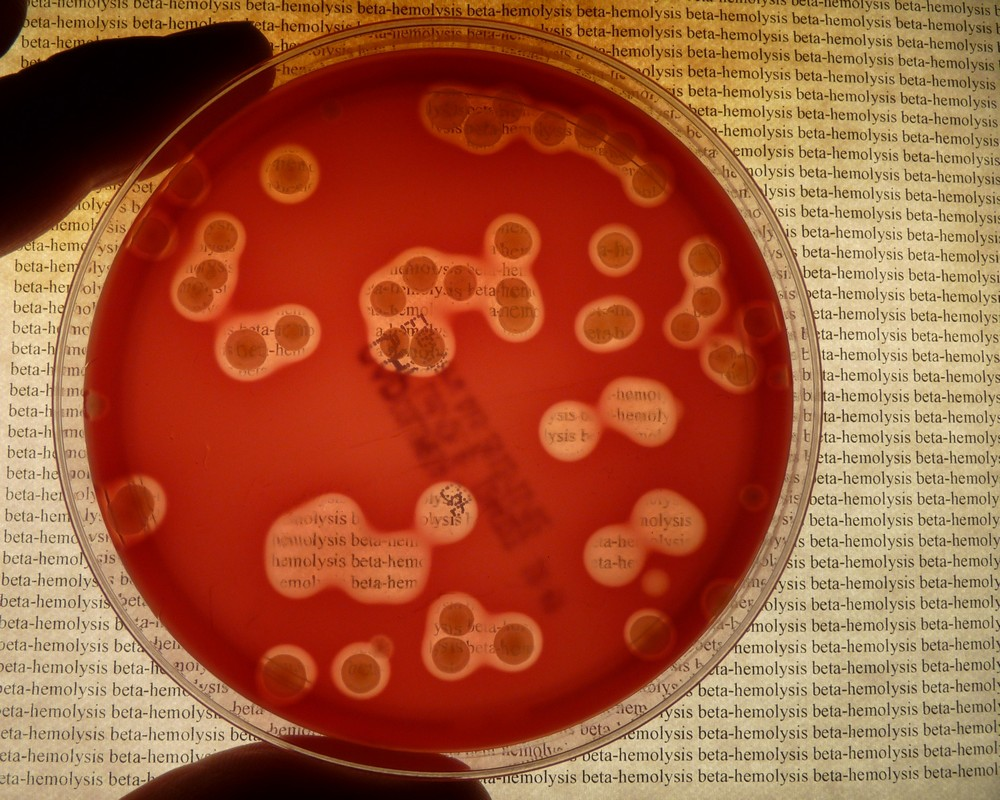
Hemoliza na agarze z krwią wywołana przez gronkowca złocistego i paciorkowca Streptococcus agalactiae (mniejsze kolonie, niecałkowita hemoliza)

Agar z krwią – wzbogacone podłoże hodowlane, używane do diagnostyki wielu drobnoustrojów. Pożywka jest nieselektywna, wzrastają na niej bakterie beztlenowe, bakterie tlenowe, Gram dodatnie, Gram ujemne oraz grzyby. Składnikiem jest zwykły agar i najczęściej krew owcza. Na tej pożywce można sprawdzać zdolność bakterii do wytwarzania hemolizyn (strefa hemolizy).
Wariantem tego podłoża jest agar czekoladowy, w którym następuje na skutek ogrzania uwolnienie czynników wzrostowych zawartych wewnątrz erytrocytów.
Posiew na agar z krwią wykonuje się w przypadku podejrzenia infekcji wywołanej przez: 
- Actinomyces
- Bacillus
- Borrelia
- Corynebacterium
- Streptococcus
- Escherichia
- Proteus
- Staphylococcus.

## Mycobacterium tuberculosis
Przeprowadzone w 2003 badanie porównawcze wykazało, że agar krwawy jest co najmniej tak samo użyteczny jak rutynowo stosowane podłoża (Löwensteina-Jensena i Middlebrooka), przy podejrzeniu zakażenia prątkiem gruźlicy.